# Campo di concentramento di Perleberg
Il campo di concentramento di Perleberg (in tedesco KZ Perleberg) fu uno tra i primi campi di concentramento nazisti in Germania. Restò attivo dal 29 maggio del 1933 al 28 giugno dello stesso anno a Perleberg, una città del circondario del Prignitz nel Brandeburgo, in Germania. Nel breve periodo di attività vi passarono 40 internati.

## Storia
Il campo di concentramento di Perleberg fu uno dei primi nove campi di concentramento istituiti dai nazisti nel territorio del Brandeburgo, alcuni dei quali si trovavano nel territorio di Prignitz, come quello di Alt-Daber vicino a Wittstock, quello di Havelberg e lo stesso Perleberg. La maggior parte di questi luoghi di tortura, spesso attivi per breve durata, col tempo sono stati dimenticati. Il campo fu uno dei campi di concentramento iniziali tedeschi durante il periodo nazista nel Reich.
Storicamente la cosiddetta custodia protettiva fu uno strumento utilizzato dai nazionalsocialisti per imprigionare arbitrariamente gli oppositori politici nei primi tempi sulla base giuridica di un decreto successivo all'incendio del Reichstag del 27 febbraio 1933.
Il campo di concentramento di Perleberg venne attivato il 29 maggio 1933 e fu chiuso il 28 giugno 1933. I 40 prigionieri che erano lì detenuti, funzionari della SPD e del KPD, vennero trasferiti nel campo di concentramento di Oranienburg, di maggiori dimensioni, quando ancora era controllato dalle SA e prima che arrivassero le SS nel luglio del 1934. I comunisti e i socialdemocratici furono tra i principali oppositori politici dei nazionalsocialisti e la loro persecuzione sistematica iniziò subito dopo l'ascesa al potere di Hitler. La SPD venne messa al bando il 22 giugno 1933 mentre il KPD, mai stato messo al bando, venne tuttavia completamente distrutto.

## Descrizione
Il campo di concentramento di Perleberg si trovava nella cittadina di Perleberg del circondario del Prignitz nel Brandeburgo, in Germania. Il sito si trovava fuori dal centro abitato, e la sua sede era in una rimessa per carrozze dell'ex caserma di Feldstrasse.